# 安祥城

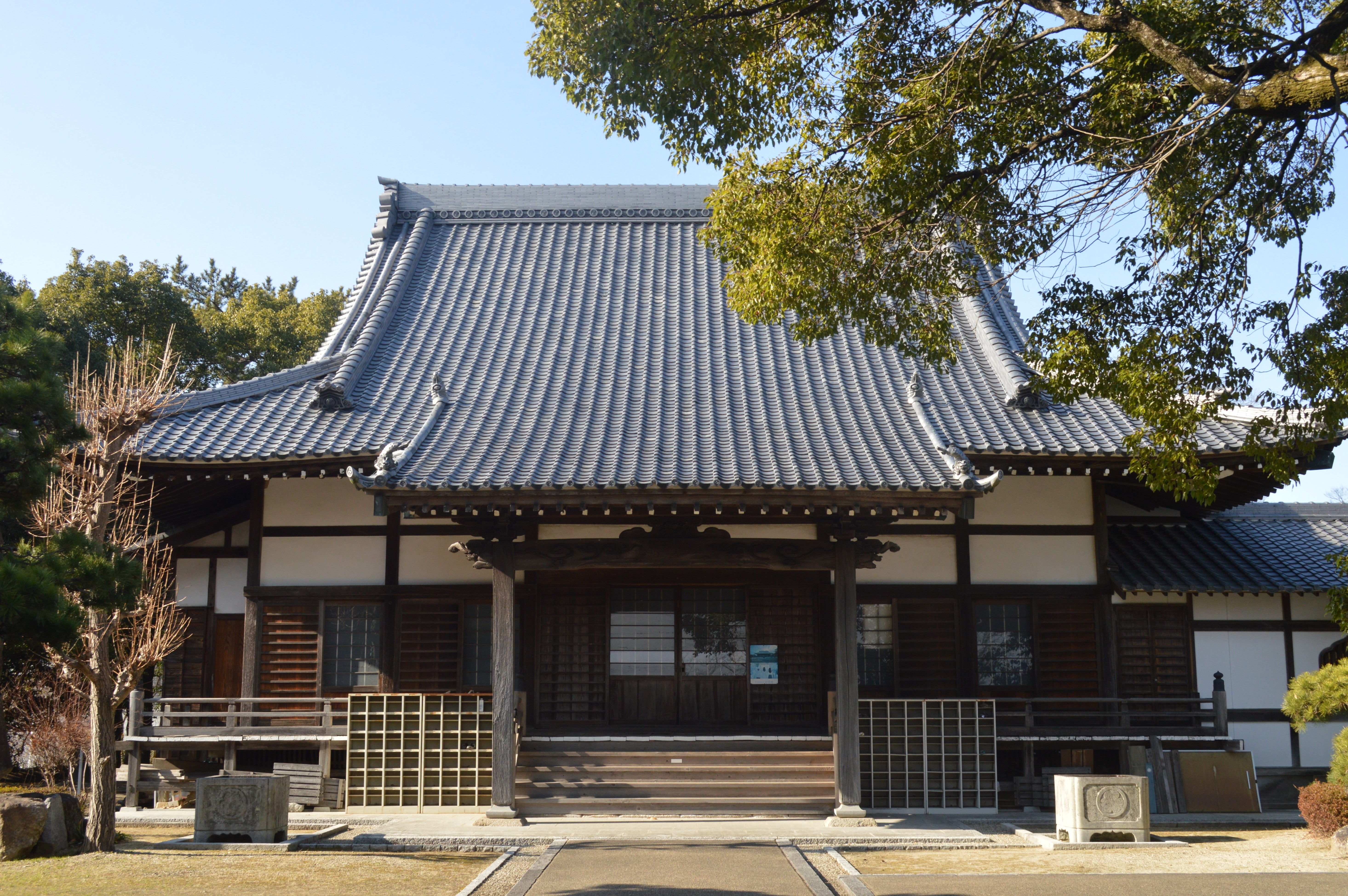
本丸跡に1792年（寛政4年）に移転再建された大乗寺（了雲院）本堂

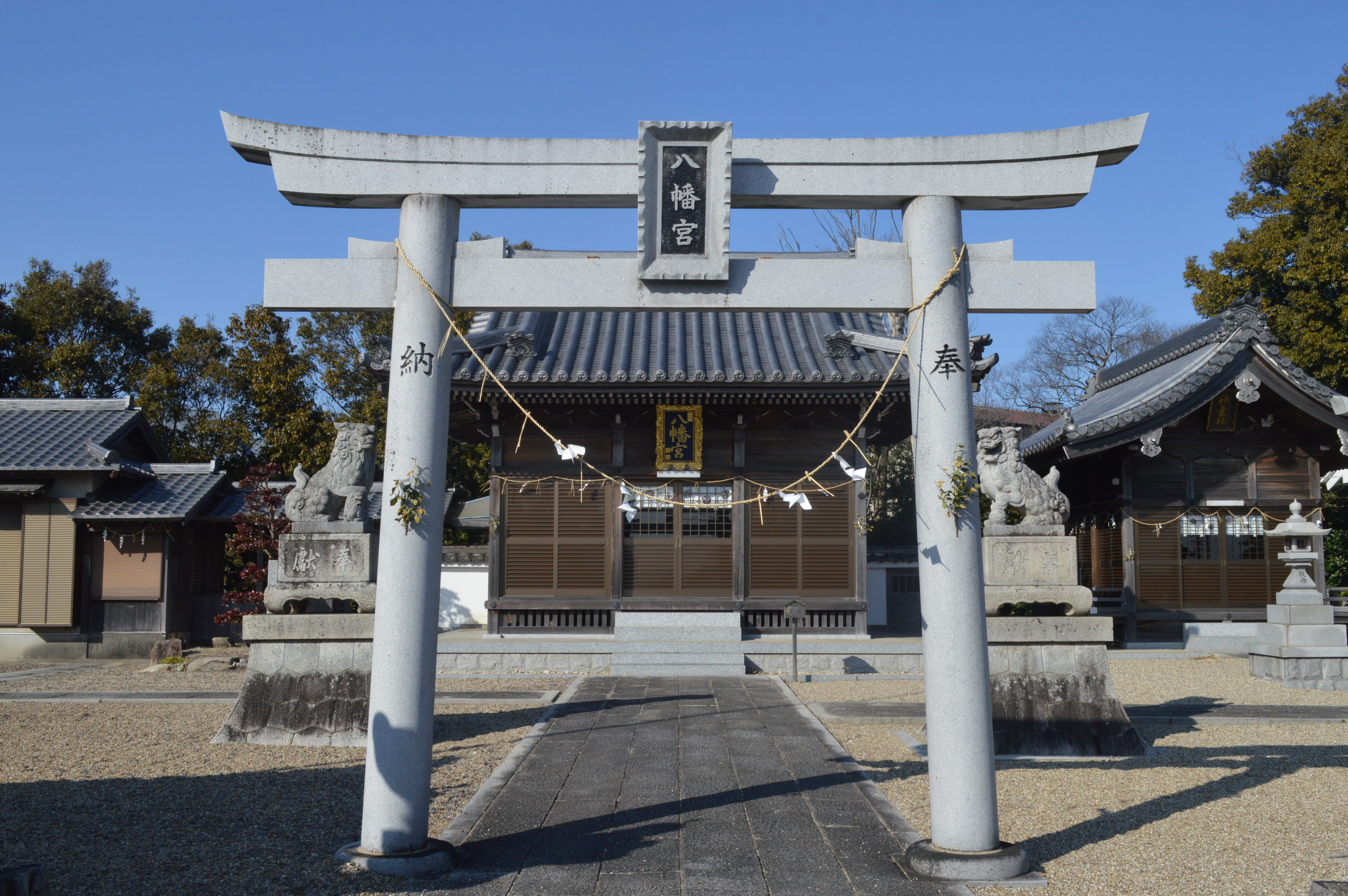
二の丸跡に建てられた東尾八幡社

安祥城（あんじょうじょう、あんしょうじょう）は、三河国碧海郡安城（現在の愛知県安城市安城町）にあった日本の城。城跡は安祥城址公園として整備されており、安城市指定史跡。跡地には安城市歴史博物館・安城市民ギャラリーなどがある。

## 歴史
永享12年（1440年）、三河国碧海郡周辺を支配していた和田氏（畠山氏の一族と言われる）の和田親平が築城したとされる（安祥城築城以前は、西隣の安城古城が本拠地になっていた）。築城当初は居館であった。
『東照宮御実紀』巻一には「畠山加賀守某が安祥の城を攻め抜かれ」と記載されている。
『新編柳営続秘鑑』「十二巻・葵之御紋来由」によると、松平信光が、文明11年7月15日（1479年8月2日）の安祥城攻めの時、酒井氏の祖である酒井親清に、三葵の葉の家紋を与えたという（その後、文亀元年（1501年）9月、松平長親の時に今川方大将の北条早雲と岩付の城下の岩津城下にて合戦勝利、先陣の酒井左衛門尉・氏忠・入道浄賢の働きを顕彰し、信光が与えた三ツ葵の酒井氏の家紋を奉還してもらい、松平氏の家紋となったという。これ以後、酒井氏は、葵紋に似た酸漿（カタバミ）の家紋となったという）。
大永4年（1524年）、4代目の松平清康は、岡崎城を取得し、松平氏の拠点を岡崎に移したが、安祥城も、安祥松平家（徳川本家）の重要拠点であり続けた。『徳川実紀』によれば、「御身は猶安祥におはしける。」とある。大永7年（1527年）、連歌師の宗長が安祥に入ったときに、松平信定（清康の叔父）が出迎えている。通説では、信定は叔父である松平親房の養子になった桜井城に入ったとされているが、村岡幹生は同年時点で親房の嫡男である将監某が健在であるためまだ養子にはなっておらず、清康が岡崎城から戻らなかったために空城になっていた安祥城に入っていたとする。
しかし、天文4年（1535年）に清康が家臣に殺され森山崩れが起こると、継嗣・広忠を一族の松平信定が岡崎城から追放し実権を握るが、翌天文6年（1536年）に信定が岡崎城を退去したため、広忠が再入城する（その後、信定は許される）。しかし、三河の諸豪族が相次いで離反し、一族からも謀反が起こるなど松平氏は弱体化した。
天文9年（1540年）、松平氏が弱体化したこの機に尾張国古渡城主・織田信秀が安祥城を攻撃し落城させ、城代に織田信広を置いた（第一次安城合戦）。また、信秀の攻撃は失敗したと言う異説もあり、その説によると天文13年（1544年）8月にもう一度織田敏宗に攻撃させるも失敗し、翌月、織田信秀が3度目の攻撃をして落城させたとされる（第二次安城合戦?）。
天文14年（1545年）、広忠は安祥城を奪還するために出陣する。家臣は勝機は無いとして攻撃の中止を進言するが、広忠は聞き入れず戦いを挑む。しかし、織田勢の挟撃に合い大敗、広忠の命も危うくなったが、本多忠豊をはじめとする家臣の奮戦によって岡崎に逃げることが出来た（忠豊は広忠の身代わりになって討ち死にした）。この戦いに敗北したことによって、松平氏の弱体化は、決定的なものとなる（上記の説が正しければ第三次安城合戦そうでなければ、第二次安城合戦）。
天文16年（1547年）、織田氏の討伐軍が侵攻し、それに耐えることが出来ないと考えた広忠は、やむなく今川氏に救援を求める。これに対し、今川氏の当主・今川義元は人質として、竹千代（徳川家康）を引き渡すことを要求する。広忠はこれを受諾し、竹千代を駿府に送るが途中で戸田康光に拉致され尾張の織田氏に売られてしまう。しかし、これによって松平氏は今川氏の傘下に組み込まれることとなる。そして、天文18年（1549年）に広忠は病死する。
これに対する今川氏の対応はすばやく、同年3月に太原雪斎率いる約１万の軍勢で安祥城を攻め、落城寸前まで追い詰めるも城兵の奮戦によって失敗するが（第四次あるいは、第三次安城合戦）、同年11月8日（11月26日）から9日（11月27日）にかけて再び攻撃し落城させる（第四次あるいは、第五次安城合戦）。
『柳営秘鑑』の「巻ノ三」には、徳川家康の扇の御馬印は天文18年（1549年）の安祥城攻めの時に（討ち死にした本多忠高に由来するという）、その子の忠勝が継承し、文禄2年（1592年）に、家康の所望で馬印にしたとある。
このとき城代の織田信広を捕縛し、織田家に奪われた竹千代と人質交換をする。今川氏は攻略した安祥城に天野景泰、井伊直盛らを城番として置き、更に岡崎城にも城代を派遣して三河国を統治した。この後、今川義元が桶狭間の戦いで横死し、松平氏は独立し、織田氏との間に清洲同盟が締結されたことで安祥城の前線としての価値が薄れ、永禄5年（1562年）ごろ、廃城される。その後、小牧・長久手の戦いの時にも兵が置かれた。

## 城郭他
舌状台地の先端に位置し周囲を森と深田に囲まれていて、その内側に土塁や堀があり、天守を持たない平山城だった。室町時代中期に築城され、織田氏、今川氏、松平氏との間で激しい戦闘が繰り広げられた。『岡崎領主古記』に安祥森城、『三河国二葉松』に安條古城・云城森、という記載があるが、徳川の同時代史料（『家忠日記』や大久保の『三河物語』）には、別名の森城なる記載はない。『寛政重脩諸家譜』では安城城とある。
徳川最古参の三河安祥之七御普代の発祥の地でもある。三河安祥之七御普代とは、酒井左衛門尉・大久保・本多・阿部・石川・青山・植村、または酒井・大久保・本多・大須賀・榊原・平岩・植村を指す（『柳営秘鑑』）。
『信長公記』に「三川の内あん城と云ふ城」と記載される。織田氏が保有していた時代には三河進出の牙城となった。
現在は、地表上では碑・塚・切岸・堀・一部曲輪などが残るだけである。本丸跡は1792年（寛政4年）以降、大乗寺（了雲院）境内となっているが、1988年（昭和63年）から数回の発掘調査が行われ、境内地下にも戦国時代の遺構が残っていることが判明している。二の丸は八幡社、三の丸は大乗寺の裏手あたり。

## アクセス
鉄道
名鉄西尾線 南安城駅から徒歩12分。
バス
あんくるバス（市内循環バス）- 1番系統安祥線（川島行き）「歴史博物館」下車。JR安城駅より10分、名鉄南安城駅より6分。